# Martigny (Aisne)
Martigny és un municipi francès situat al departament de l'Aisne i a la regió dels Alts de França. L'any 2007 tenia 451 habitants.

## Demografia

### Població
El 2007 la població de fet de Martigny era de 451 persones. Hi havia 180 famílies de les quals 40 eren unipersonals (24 homes vivint sols i 16 dones vivint soles), 60 parelles sense fills, 64 parelles amb fills i 16 famílies monoparentals amb fills.
La població ha evolucionat segons el següent gràfic:
Habitants censats

### Habitatges
El 2007 hi havia 205 habitatges, 180 eren l'habitatge principal de la família, 15 eren segones residències i 9 estaven desocupats. 196 eren cases i 9 eren apartaments. Dels 180 habitatges principals, 135 estaven ocupats pels seus propietaris, 39 estaven llogats i ocupats pels llogaters i 6 estaven cedits a títol gratuït; 9 tenien dues cambres, 19 en tenien tres, 53 en tenien quatre i 99 en tenien cinc o més. 153 habitatges disposaven pel capbaix d'una plaça de pàrquing. A 94 habitatges hi havia un automòbil i a 69 n'hi havia dos o més.

### Piràmide de població
La piràmide de població per edats i sexe el 2009 era:
| Homes | Edats   | Dones |
| ----- | ------- | ----- |
| 0     | 95 o +  | 0     |
| 0     | 90 a 94 | 0     |
| 8     | 85 a 89 | 0     |
| 0     | 80 a 84 | 4     |
| 12    | 75 a 79 | 8     |
| 4     | 70 a 74 | 20    |
| 20    | 65 a 69 | 12    |
| 0     | 60 a 64 | 12    |
| 12    | 55 a 59 | 4     |
| 32    | 50 a 54 | 20    |
| 20    | 45 a 49 | 20    |
| 16    | 40 a 44 | 16    |
| 8     | 35 a 39 | 8     |
| 12    | 30 a 34 | 16    |
| 12    | 25 a 29 | 24    |
| 8     | 20 a 24 | 16    |
| 8     | 15 a 19 | 32    |
| 8     | 10 a 14 | 16    |
| 8     | 5 a 9   | 8     |
| 8     | 0 a 4   | 12    |

## Economia
El 2007 la població en edat de treballar era de 282 persones, 206 eren actives i 76 eren inactives. De les 206 persones actives 180 estaven ocupades (104 homes i 76 dones) i 26 estaven aturades (15 homes i 11 dones). De les 76 persones inactives 20 estaven jubilades, 15 estaven estudiant i 41 estaven classificades com a «altres inactius».

### Ingressos
El 2009 a Martigny hi havia 180 unitats fiscals que integraven 446,5 persones, la mediana anual d'ingressos fiscals per persona era de 13.032 €.

### Activitats econòmiques
Dels 13 establiments que hi havia el 2007, 2 eren d'empreses alimentàries, 2 d'empreses de construcció, 4 d'empreses de comerç i reparació d'automòbils, 1 d'una empresa de transport, 1 d'una empresa d'hostatgeria i restauració, 2 d'empreses de serveis i 1 d'una empresa classificada com a «altres activitats de serveis».
Dels 3 establiments de servei als particulars que hi havia el 2009, 1 era un taller de reparació d'automòbils i de material agrícola, 1 fusteria i 1 lampisteria.
Dels 2 establiments comercials que hi havia el 2009, 1 era una botiga de menys de 120 m² i 1 una llibreria.
L'any 2000 a Martigny hi havia 26 explotacions agrícoles que ocupaven un total de 1.748 hectàrees.

## Equipaments sanitaris i escolars
El 2009 hi havia una escola elemental integrada dins d'un grup escolar amb les comunes properes formant una escola dispersa.

## Poblacions més properes
El següent diagrama mostra les poblacions més properes.